# Regierung Frederiksen I
Die Regierung Frederiksen I (dänisch regeringen Mette Frederiksen) unter Ministerpräsidentin Mette Frederiksen war vom 27. Juni 2019 bis zum 15. Dezember 2022 die dänische Regierung. Amtierende Königin war Margrethe II.
Die Regierung war das 74. dänische Kabinett und bestand ausschließlich aus sozialdemokratischen Ministern, was zum ersten Mal seit der Regierung Jørgensen V der Fall war. Insgesamt bestand das Kabinett aus 19 Ministern und der Ministerpräsidentin. Die Regierungspartei selbst verfügt nur über eine Minderheit der Abgeordneten im Folketing. Die nötige Mehrheit im Parlament ergibt sich durch die Zusammenarbeit der Sozialdemokraten mit den Parteien Socialistisk Folkeparti (SF), Enhedslisten und Radikale Venstre. Mogens Jensen, Minister für Lebensmittel, Fischerei, Gleichstellung und nordische Zusammenarbeit, trat am 18. November 2020 zurück, nachdem er zuvor in die Kritik kam, weil er die Tötung des gesamten dänischen Nerzbestandes anordnen ließ, ohne den gesetzlichen Rahmen dafür zu haben. Im Anschluss kam es bei einigen Ministerien zu einem Umbau der Zuständigkeiten. Am 14. Dezember 2022 gab Ministerpräsidentin Mette Frederiksen bekannt, dass die Sozialdemokraten mit den Parteien Moderaterne, eine neu gegründete Partei vom ehemaligen Ministerpräsidenten Lars Løkke Rasmussen, sowie Venstre, die größte Oppositionspartei im Folketing, gemeinsam eine Regierung bilden werden, die am darauffolgenden Tag vorgestellt wurde. Damit endete die Regierung Frederiksen I und wurde durch die Regierung Frederiksen II abgelöst.
| Ressort | Foto | Name                       | Lebensdaten | Amtsantritt       | Amtsende          |
| --- | ---- | -------------------------- | ----------- | ----------------- | ----------------- |
| Ministerpräsidentin |      | Mette Frederiksen          | * 1977      | 27. Juni 2019     |                   |
| Finanzen |      | Nicolai Wammen             | * 1971      | 27. Juni 2019     |                   |
| Äußeres |      | Jeppe Kofod                | * 1974      | 27. Juni 2019     |                   |
| Justiz |      | Nick Hækkerup              | * 1968      | 27. Juni 2019     | 2. Mai 2022       |
| Justiz |      | Mattias Tesfaye            | * 1981      | 2. Mai 2022       |                   |
| Soziales und Inneres |      | Astrid Krag                | * 1982      | 27. Juni 2019     | 21. Juni 2021     |
| Soziales und Senioren |      | Astrid Krag                | * 1982      | 21. Juni 2021     |                   |
| Steuern |      | Morten Bødskov             | * 1970      | 27. Juni 2019     | 4. Februar 2022   |
| Steuern |      | Jeppe Bruus                | * 1978      | 4. Februar 2022   |                   |
| Klima, Energie und Versorgung |      | Dan Jørgensen              | * 1975      | 27. Juni 2019     |                   |
| Lebensmittel, Landwirtschaft und Fischerei (bis November 2020:Lebensmittel, Fischerei, Gleichstellung und nordische Zusammenarbeit) |      | Mogens Jensen              | * 1963      | 27. Juni 2019     | 19. November 2020 |
| Lebensmittel, Landwirtschaft und Fischerei (bis November 2020:Lebensmittel, Fischerei, Gleichstellung und nordische Zusammenarbeit) |      | Rasmus Prehn               | * 1973      | 19. November 2020 |                   |
| Gesundheit (bis 21. Januar 2021 Gesundheit und Senioren)                                                                            |      | Magnus Heunicke            | * 1975      | 27. Juni 2019     |                   |
| Transport und Gleichstellung (bis Februar 2022: Transport)                                                                          |      | Benny Engelbrecht          | * 1970      | 27. Juni 2019     | 4. Februar 2022   |
| Transport und Gleichstellung (bis Februar 2022: Transport)                                                                          |      | Trine Bramsen              | * 1981      | 4. Februar 2022   |                   |
| Entwicklung und nordische Zusammenarbeit (bis November 2020: Entwicklung)                                                           |      | Rasmus Prehn               | * 1973      | 27. Juni 2019     | 19. November 2020 |
| Entwicklung und nordische Zusammenarbeit (bis November 2020: Entwicklung)                                                           |      | Flemming Møller Mortensen  | * 1973      | 19. November 2020 |                   |
| Kinder und Bildung |      | Pernille Rosenkrantz-Theil | * 1977      | 27. Juni 2019     |                   |
| Verteidigung |      | Trine Bramsen              | * 1981      | 27. Juni 2019     | 4. Februar 2022   |
| Verteidigung |      | Morten Bødskov             | * 1970      | 4. Februar 2022   |                   |
| Ausbildung und Forschung |      | Ane Halsboe-Jørgensen      | * 1983      | 27. Juni 2019     | 16. August 2021   |
| Ausbildung und Forschung |      | Jesper Petersen            | * 1981      | 16. August 2021   |                   |
| Handel |      | Simon Kollerup             | * 1986      | 27. Juni 2019     |                   |
| Ausländer und Integration |      | Mattias Tesfaye            | * 1981      | 27. Juni 2019     | 2. Mai 2022       |
| Ausländer und Integration |      | Kaare Dybvad               | * 1984      | 2. Mai 2022       |                   |
| Beschäftigung (von November 2020 bis 4. Februar 2022: auch Gleichstellung)                                                          |      | Peter Hummelgaard Thomsen  | * 1983      | 27. Juni 2019     |                   |
| Wohnen und Inneres (bis 21. Januar 2021: Wohnen)                                                                                    |      | Kaare Dybvad               | * 1984      | 27. Juni 2019     | 2. Mai 2022       |
| Wohnen und Inneres (bis 21. Januar 2021: Wohnen)                                                                                    |      | Christian Rabjerg Madsen   | * 1989      | 2. Mai 2022       |                   |
| Umwelt |      | Lea Wermelin               | * 1985      | 27. Juni 2019     |                   |
| Kultur und Kirche |      | Joy Mogensen               | * 1980      | 27. Juni 2019     | 16. August 2021   |
| Kultur und Kirche |      | Ane Halsboe-Jørgensen      | * 1983      | 16. August 2021   |                   |